# Hiệp định Đối tác Kinh tế Toàn diện Khu vực
Hiệp định Đối tác Kinh tế Toàn diện Khu vực (tiếng Anh: Regional Comprehensive Economic Partnership, viết tắt RCEP) là một hiệp định thương mại tự do (FTA) bao gồm 10 nước thành viên ASEAN và 5 quốc gia mà ASEAN đã ký hiệp định thương mại tự do (Australia, Nhật Bản, Hàn Quốc, New Zealand, Trung Quốc) được ký kết tại Hà Nội vào ngày 15 tháng 11 năm 2020, hướng tới mục tiêu hình thành Hiệp định thương mại tự do Đông Á (EAFTA) và khởi đầu cho Đối tác kinh tế toàn diện Đông Á (CEPEA). Trong đó, 15 nước thành viên chiếm gần tới 30% của dân số thế giới (2,2 tỉ người) và 30% của tổng sản phẩm nội địa GDP toàn cầu (26,2 nghìn tỉ USD) vào thời điểm năm 2020, làm nó trở thành một khối thương mại lớn nhất trong lịch sử. Được ký tại hội nghị thượng đỉnh ASEAN trực tuyến tại Việt Nam vào ngày 15 tháng 11 năm 2020, hiệp định sẽ có hiệu lực trong hai năm tiếp theo, sau khi được phê chuẩn bởi các quốc gia thành viên.
Hiệp định thương mại bao gồm các quốc gia có nền kinh tế thu nhập cao, thu nhập trung bình, và thu nhập thấp, đã được đưa ra ở hội nghị thượng đỉnh ASEAN năm 2011 ASEAN tại Bali, Indonesia, trong khi được thảo luận chính thức ở hội nghị thượng đỉnh ASEAN năm 2012 tại Campuchia. Hiệp định được mong đợi là sẽ xóa bỏ 90% thuế quan nhập khẩu giữa các nước thành viên ký kết trong 20 năm tiếp theo, và thành lập được một quy tắc chung cho thương mại điện tử, trao đổi hàng hóa, và sở hữu trí tuệ.
RCEP là hiệp định thương mại tự do đầu tiên giữa các nước Trung Quốc, Nhật Bản, và Hàn Quốc, là ba trong bốn nền kinh tế lớn nhất của Châu Á. Kể từ thời điểm nó được ký, các chuyên gia khẳng định rằng nó sẽ giúp điều tiết lại nền kinh tế giữa đại dịch COVID-19, cũng như là việc "kéo trọng lực kinh tế trung tâm về phía châu Á," trước sự sụt giảm của nền kinh tế Mỹ.
Hiệp định RCEP được khởi xướng và dẫn dắt bởi ASEAN được nhận định là có sự chống đỡ đằng sau của Trung Quốc để đối chọi lại với TPP từng được Mỹ đỡ đầu.

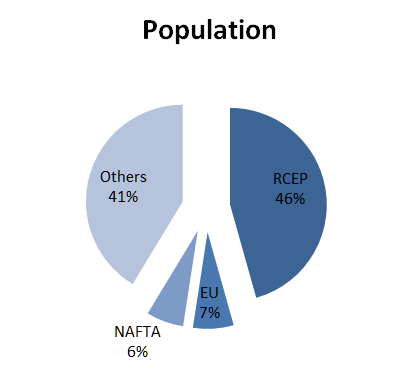
Dân số RCEP - 2012: IMF - World Economic Outlook Databases (tháng 10 năm 2013)

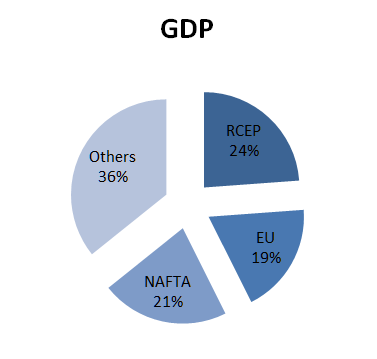
GDP RCEP- 2012: IMF - World Economic Outlook Databases (tháng 10 năm 2013)

## Mối quan hệ với các khuôn khổ khác

### Hiệp định thương mại tự do Đông Á &Đối tác kinh tế toàn diện Đông Á
RCEP có tính đến sáng kiến Hiệp định thương mại tự do Đông Á (EAFTA) và Đối tác kinh tế toàn diện Đông Á (CEPEA), với sự khác biệt là RCEP không hoạt động dựa trên các mối quan hệ thành viên được xác định trước. Thay vào đó, RCEP dựa trên việc kết nạp công khai, điều này cho phép sự tham gia của bất cứ đối tác nào của ASEAN FTA (Trung Quốc, Hàn Quốc, Nhật Bản và Australia-New Zealand) ngay từ đầu hoặc sau khi các nước đã sẵn sàng tham gia. Hiệp định cũng không hạn chế với các đối tác kinh tế khác, chẳng hạn như các nước ở Trung Á và các quốc gia còn lại ở Nam Á và châu Đại Dương.

### Hiệp định Đối tác Kinh tế Chiến lược xuyên Thái Bình Dương
Trong khi TPP được coi là một hiệp định thương mại thế hệ mới có "chất lượng vượt trội" thì RCEP chỉ mang tính chất của một hiệp định thương mại truyền thống không có thêm điểm gì mới nổi trội.
Được giới quan sát phân tích, những điểm mạnh của TPP bao gồm điều khoản bảo vệ quyền của người lao động và bảo vệ các tiêu chuẩn về môi trường, cải cách các doanh nghiệp nhà nước, bảo hộ chặt chẽ sở hữu trí tuệ, cắt giảm thuế quan mạnh mẽ và hơn hết, TPP không cho phép các nước tham gia gây áp lực lên việc carve-outs (công ty tách một phần hoạt động của mình thành lập công ty mới và bán cổ phần công ty mới ra công chúng) ở các ngành công nghiệp nhạy cảm.

## Các nước tham gia
RCEP hoan nghênh sự tham gia của các đối tác kinh tế khác, chẳng hạn như các quốc gia ở Trung Á và các quốc gia còn lại ở Nam Á và châu Đại Dương.

### 15 nước tham gia RCEP
- 3 thành viên của ASEAN+3
  -  Nhật Bản
  -  Hàn Quốc
  -  Trung Quốc
- 10 nước thành viên ASEAN
  -  Indonesia
  -  Malaysia
  -  Philippines
  -  Singapore
  -  Thái Lan
  -  Brunei
  -  Việt Nam
  -  Lào
  -  Campuchia
  -  Myanmar
- 1 Quốc gia đang là quan sát viên của ASEAN
  -  TLS
- Cộng thêm 2 thành viên của châu Đại Dương để trở thành ASEAN+6 (thiếu Ấn Độ)
  -  Úc
  -  New Zealand[19]

### Các chỉ số cơ bản của 15 nước RCEP (có thêm Ấn Độ)

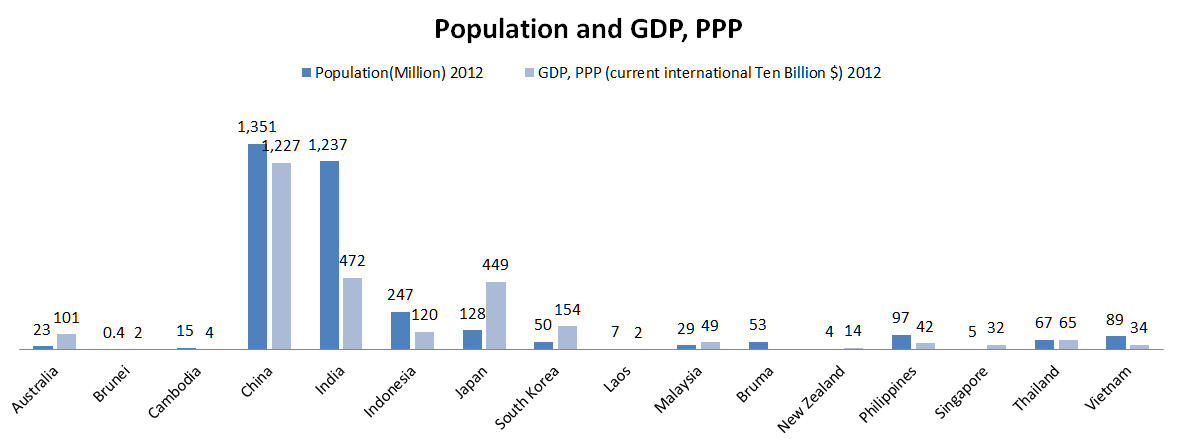
Dân số và GDP,PPP của các nước RCEP (theo Ngân hàng Thế giới)

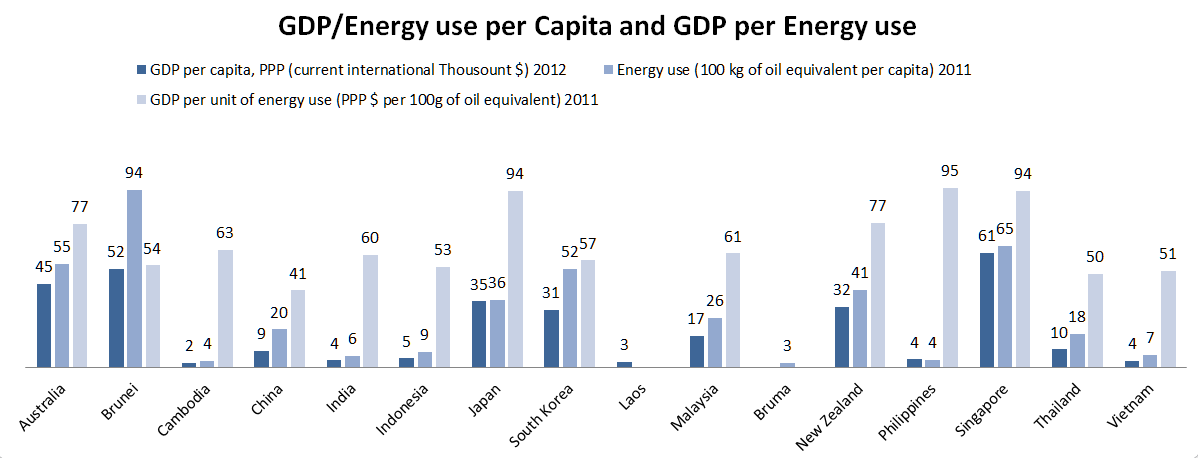
Thành viên RCEP theo GDP,PPP/Năng lượng sử dụng bình quân đầu người và GDP theo năng lượng sử dụng (The World Bank)

## Nội dung
Hiệp định được đưa nhằm để giảm thiểu thuế quan và quan liêu. Nó bao gồm việc thống nhất các quy tắc xuất xứ thông qua khối, có thể tạo điều kiện cho chuỗi cung ứng quốc tế và trao đổi trong toàn bộ khu vực. Nó cũng bao gồm việc cấm các loại thuế quan nhất định. Hiệp định không tập trung vào công đoàn, bảo vệ môi trường, hoặc tiền trợ cấp chính phủ.
RCEP sẽ không được toàn diện giống như Hiệp định Đối tác Toàn diện và Tiến bộ xuyên Thái Bình Dương, vốn là một hiệp định thương mại tự do khác nhưng có cùng một số những nước thành viên.
RCEP "không thiết lập các tiêu chuẩn thống nhất về lao động và môi trường, hoặc cam kết các quốc gia mở cửa dịch vụ và các lĩnh vực dễ bị tổn thương khác của nền kinh tế của họ."

## Giá trị
Thành viên của RCEP chiếm gần một phần ba dân số của thế giới và 29% của nền kinh tế toàn cầu. Khối thương mại tự do này sẽ lớn hơn khối thương mại giữa Hoa Kỳ, Mexico và Canada, cũng như lớn hơn cả Liên minh châu Âu. GDP cộng lại của các nước thành viên RCEP vượt qua GDP cộng lại của Đối tác xuyên Thái Bình Dương (TPP) vào năm 2007. Theo quá trình phát triển kinh tế, khối thành viên RCEP sẽ đạt được hơn 100 nghìn tỉ USD trước năm 2050. Vào ngày 23 tháng 1 năm 2017, việc Tổng thống Donald Trump đã ký một bản ghi nhớ rút Mỹ khỏi TPP, là một bước đệm tạo nên sự ra đời thành công của RCEP.
Theo một ước tính năm 2020, thỏa thuận này dự tính sẽ thêm 186 tỷ USD cho nền kinh tế toàn cầu.

## Lịch sử
2011
- Tháng 8 năm 2011, Hội nghị Thượng đỉnh Đông Á, Bộ trưởng Kinh tế Trung Quốc và Nhật Bản thông báo về 'Sáng kiến Thúc đẩy Tiến độ EAFTA và CEPEA'.[27]
- Tháng 11 năm 2011, tại hội nghị ASEAN thứ 19 ở Bali, Indonesia, Hiệp định Đối tác Kinh tế Toàn diện Khu vực (RCEP) được đề ra.[1]

2012
- Hội nghị Bộ trưởng Kinh tế ASEAN (AEM) thứ 44 được tổ chức tại Siem Reap, Campuchia, từ 25 tháng 8 – 1 tháng 9 năm 2012.[28]
- Các lãnh đạo tại Hội nghị Thượng đỉnh ASEAN thứ 21 diễn ra 18–20 tháng 11 năm 2012 tại Phnôm Pênh, Campuchia chấp thuận khung cơ sở cho RCEP và tuyên bố bắt đầu đàm phán.[29]

2013
- Vòng đàm phán RCEP đầu tiên diễn ra ngày 9–13 tháng 5 năm 2013 tại Brunei.[30]
- Vòng đàm phán thứ hai của RCEP diễn ra ngày 23–27 tháng 9 năm 2013 tại Brisbane, Úc.[31]

2014
- Vòng đàm phán RCEP thứ ba diễn ra ngày 20–24 tháng 1 năm 2014 tại Kuala Lumpur, Malaysia.[32]
- Vòng đàm phán RCEP thứ tư diễn ra ngày 31 tháng 3 – 4 tháng 4 năm 2014 tại Nam Ninh, Trung Quốc.[33]
- Vòng đàm phán RCEP thứ năm diễn ra ngày 21–27 tháng 6 năm 2014 tại Singapore.[34]
- Vòng đàm phán RCEP thứ sáu diễn ra ngày 1–5 tháng 12 năm 2014 tại New Delhi, Ấn Độ.[35] Chính phủ Ấn Độ tổ chức một sự kiện tiếp cận với cộng đồng doanh nghiệp để phổ biến mục tiêu của RCEP. Phái đoàn Nhật được mời tổ chức một workshop về thương mại điện tử.

2015
- Vòng đàm phán RCEP thứ bảy diễn ra ngày 9–13 tháng 2 năm 2015 tại Băng Cốc, Thái Lan. Một nhóm các chuyên gia về thương mại điện tử gặp mặt nhau. Trung tâm Thương mại Châu Á (đặt tại Singapore) gửi một kiến nghị về chương thương mại điện tử và thuyết trình về kiến nghị này.[36]
- Vòng đàm phán RCEP thứ tám diễn ra ngày 5–13 tháng 6 năm 2015 tại Kyoto, Nhật Bản.[37]
- Vòng đàm phán RCEP thứ chính diễn ra ngày 3–7 tháng 8 năm 2015 tại Nay Pyi Taw, Myanmar.[38]
- Vòng đàm phán RCEP thứ mười diễn ra ngày 12–16 tháng 10 năm 2015 tại Busan, Hàn Quốc. Cuộc họp diễn ra tại BEXCO (Trung tâm Hội nghị và Triển lãm Busan). Vòng này bao gồm cuộc họp đầu tiên với cổ đông trên toàn vùng.[39]

2016
- Vòng đàm phán RCEP thứ 11 diễn ra ngày 14–19 tháng 2 năm 2016 tại Bandar Seri Begawan, Brunei.[40]
- Vòng đàm phán RCEP thứ 12 diễn ra ngày 17–29 tháng 4 năm 2016 tại Perth, Úc.[41]
- Vòng đàm phán RCEP thứ 13 diễn ra ngày 12–18 tháng 6 năm 2016 tại Auckland, New Zealand.[42]
- Vòng đàm phán RCEP thứ 14 diễn ra ngày 15–18 tháng 8 năm 2016 tại Thành phố Hồ Chí Minh, Việt Nam.[43][44]
- Vòng đàm phán RCEP thứ 15 diễn ra ngày 11–22 tháng 10 năm 2016 tại Thiên Tân, Trung Quốc.[45]
- Vòng đàm phán RCEP thứ 16 diễn ra ngày 6–10 tháng 12 năm 2016 tại Tangerang, Indonesia.[46]

2017
- Vòng đàm phán RCEP thứ 17 diễn ra ngày 27 tháng 2 – 3 tháng 3 năm 2017 tại Kobe, Nhật Bản.[47]
- Vòng đàm phán RCEP thứ 18 diễn ra ngày 8–12 tháng 5 năm 2017 tại Manila, Philippines.[48]
- Vòng đàm phán RCEP thứ 19 diễn ra ngày 24–28 tháng 7 năm 2017 tại Hyderabad, Ấn Độ.[49]
- Vòng đàm phán RCEP thứ 20 diễn ra ngày 17–28 tháng 10 năm 2017 tại Incheon, Hàn Quốc.[50]
- Hội nghị RCEP đầu tiên được tổ chức ngày 14 tháng 11 năm 2017 tại Manila, Philippines.[51][52]

2018
- Vòng đàm phán RCEP thứ 21 diễn ra ngày 2–9 tháng 3 năm 2018 tại Yogyakarta, Indonesia.[53]
- Vòng đàm phán RCEP thứ 22 diễn ra ngày 28 tháng 4 – 8 tháng 5 năm 2018 tại Singapore.[54]
- Vòng đàm phán RCEP thứ 23 diễn ra ngày 17–27 tháng 7 năm 2018 tại Băng Cốc, Thái Lan.[55]
- Tháng 8–9 năm 2018, một chuỗi các cuộc họp cấp bộ trưởng diễn ra tại Singapore và Auckland.[56]
- Vòng đám phán RCEP thứ 24 diễn ra ngày 18–27 tháng 10 năm 2018 tại Auckland, New Zealand.[57]
- 14 tháng 11 năm 2018, một cuộc họp cấp lãnh đạo tại Singapore diễn ra.[58][59]

2019
- Vòng đàm phán RCEP thứ 25 diễn ra ngày 19–28 tháng 2 tại Bali, Indonesia.[60]
- Ngày 2 tháng 3 năm 2019, hội nghị các bộ trưởng kinh tế RCEP được tổ chức tại Campuchia. Các bộ trưởng nhất trí đẩy nhanh quá trình đàm phán đến hết năm (bao gồm tổ chức nhiều cuộc họp hơn).[61]
- Các quan chức cấp cao tổ chức những cuộc họp liên ngành từ 24 tháng 5 năm 2019 tại Băng Cốc, Thái Lan để giải quyết những vấn đề trong lĩnh vực hàng hóa và dịch vụ.[62]
- Vòng đàm phán RCEP thứ 26 diễn ra ngày 3 tháng 7 năm 2019 tại Melbourne, Úc.[63]
- Vòng đàm phán RCEP thứ 27 diễn ra ngày 22–31 tháng 7 năm 2019 tại Trịnh Châu, Trung Quốc.[64]
- Ngày 2–3 tháng 8 năm 2019, một cuộc họp cấp bộ trưởng của các bộ trưởng kinh tế RCEP diễn ra tại Bắc Kinh, Trung Quốc.[65]
- Hội nghị thượng đỉnh RCEP thứ 3 diễn ra ngày 31 tháng 10 – 3 tháng 11 năm 2019 tại Thái Lan, cùng ngày với hội nghị thượng đỉnh ASEAN lần thứ 35.
- Vòng đàm phán RCEP thứ 28 diễn ra ngày 19–27 tháng 9 năm 2019 tại Đà Nẵng, Việt Nam.[66]
- Ấn Độ rút khỏi RCEP ngày 4 tháng 11 năm 2019 tại hội nghị ASEAN+3, với lý do tác động tiêu cực mà nước này cho là thỏa thuận sẽ gây ra cho công dân nước này.[67] Nhật Bản và Trung Quốc kêu gọi Ấn Độ tái gia nhập hiệp định.[68][69]

2020
- Vòng đàm phán RCEP thứ 29 diễn ra ngày 20–24 tháng 4 năm 2020 dưới hình thức trực tuyến, do tác động của đại dịch COVID-19.[70]
- Ngày 30 tháng 4 năm 2020, Tuyên bố chung của Hội nghị Ủy ban Thương mai RCEP thứ 29 được đưa ra.[71]
- Vòng đàm phán RCEP thứ 30 diễn ra ngày 15–20 tháng 5 năm 2020 dưới hình thức trực tuyến do đại dịch COVID-19.[72]
- Hội nghị Bộ trưởng Liên ngành RCEP thứ 10 diễn ra theo hình thức trực tuyến ngày 23 tháng 6 năm 2020.[73] Các quan chức thể hiện quyết tâm ký kết RCEP tại Hội nghị Thượng đỉnh RCEP lần thứ   tư vào tháng 11.
- Vòng đàm phán RCEP thứ 31 diễn ra ngày 9 tháng 7 năm 2020 theo hình thức trực tuyến, do tình hình của đại dịch COVID-19.[74]
- Hội nghị Bộ trưởng RCEP lần thứ 8 diễn ra ngày 27 tháng 8 năm 2020 theo hình thức trực tuyến, do tác động của đại dịch COVID-19.[75] Các bộ trưởng đưa ra một tuyên bố chung[76] về tiến độ trong việc hoàn thành Hiệp định và khẳng định RCEP luôn mở cửa cho Ấn Độ tham gia trở lại.[77]
- Hội nghị Bộ trưởng Liên ngành RCEP thứ 11 diễn ra theo hình thức trực tuyến ngày 14 tháng 10 năm 2020.[78]
- Hội nghị Bộ trưởng RCEP để chuẩn bị được tổ chức theo hình thức trực tuyến ngày 11 tháng 11 năm 2020.[79]
- RCEP được ký ngày 15 tháng 11 năm 2020,[5][6] trong một buổi lễ hiếm thấy với 15 nước thành viên tham gia gọi video.[20]

2021
- Đến ngày 02/11/2021, đã có 06 nước ASEAN (Brunei, Campuchia, Lào, Singapore, Thái Lan, Việt Nam), và 04 nước đối tác là Trung Quốc, Nhật Bản, Australia và New Zealand nộp lưu chiểu văn kiện phê duyệt/phê chuẩn Hiệp định RCEP của mình cho Tổng Thư ký ASEAN.[80]